# Лисий (остров, Выборгский район)
Лисий — остров в России. Расположен в Ключевской бухте Выборгского залива Балтийского моря, в 5 км юго-западнее посёлка Советский (Йоханнес), к востоку от полуострова Киперорт и к югу от Высоцкого острова. Административно относится к Выборгскому району Ленинградской области.
Остров Лисий в плане имеет каплевидную форму и сужается с севера на юг. В северной части его ширина 0,6 км, затем идет относительно резкое расширение надводной части острова до 3,0 км и далее остров плавно сужается до 0,5 км. Поверхность острова Лисий плавными террасами повышается от береговой линии к центральной части. Наивысшая точка острова Лисий — 29,8 м — находится в центральной возвышенной части острова. Большая часть острова не превышает абсолютных отметок 20 м.
Входит в государственный природный комплексный заказник «Выборгский».

## История
До 1950 года назывался Ревонсари (Ревонсаари, Ревенсаари, фин. Revonsaari).
Во время советско-финляндской войны 1939—1940 гг. 19 февраля 1940 года советские войска заняли остров Ревонсари, оставленный финнами.
Весной (27 апреля) 1953 года на острове Ревонсари была добыта серая утка, окольцованная в Нидерландах 5 сентября 1951 года.